# غودفري الأول، كونت نامور
غودفري من نامور (توفي في 19 أغسطس 1139) كان أحد نبلاء مملكة لوثارينجيا، أصبح كونت نامور منذ 1102 حتى وفاته، هو أبن ألبرت الثالث، كونت نامور وأيدا دي ساكسونيا وريثة لاروش، تزوج مرتين أولا من سيبيلا دي شاتيو-بورسيان في 1087 ولكن طلقها في 1105 بسبب حملها من عشيقها، ثم تزوج من إرميسيند من لوكسمبورغ، خلفه أبنه هنري الذي أصبح كونت لوكسمبورغ بعد انقراض سلالة لوكسمبورغ القديمة في 1136.